# Headlands Beach State Park
Headlands Beach State Park è una spiaggia pubblica a Mentor e Painesville Township, Ohio, Stati Uniti. È la spiaggia naturale più lunga dell'Ohio e attrae due milioni di visitatori all'anno. Il frangiflutti all'estremità orientale del parco, frequentato dai pescatori, è sormontato dal Fairport Harbor West Breakwater Light. Il parco presenta una spiaggia di 35 acri per prendere il sole, nuotare e andare a caccia di vetri da spiaggia, oltre a strutture per picnic e concessionari stagionali.